# Marco Bueno
Marco Antonio Bueno Ontiveros (* 31. März 1994 in Culiacán, Sinaloa) ist ein ehemaliger mexikanischer Fußballspieler auf der Position eines Stürmers.

## Laufbahn
Bueno begann seine Laufbahn im Nachwuchsbereich des CF Pachuca, bei dem er auch seinen ersten Profivertrag erhielt. Sein Debüt in der Primera División absolvierte Bueno am 8. Oktober 2011 in einem Heimspiel gegen die Jaguares de Chiapas, das 1:0 gewonnen wurde. In der Clausura 2012 kam Bueno in 14 Spielen der insgesamt 17 Begegnungen der Punktspielrunde zum Einsatz, verlor seinen Platz als Stammspieler jedoch schon bald wieder. So kam er in der anschließenden Apertura 2012 der Punktspielrunde zu keinem einzigen Einsatz und im Jahr 2013 kam er zwar in elf Begegnungen zum Einsatz, doch in den fünf Spielen der zweiten Jahreshälfte 2013 war seine Mitwirkung auf insgesamt 96 Minuten begrenzt, was eine durchschnittliche Spielzeit von nur knapp zwanzig Minuten bedeutet.
Die Clausura 2014 bestritt Bueno beim CD Estudiantes Tecos, mit dem er auf Anhieb die Zweitligameisterschaft gewann und sich durch diesen Erfolg für das Gesamtsaisonfinale um den Aufstieg in die erste Liga gegen den Lokalrivalen der benachbarten Universidad de Guadalajara qualifizierte. In diesem Duell setzten die Leones Negros sich im Elfmeterschießen durch und stiegen in die erste Liga auf, während die desillusionierten Tecos sich im Anschluss an die Saison aus der zweiten Liga zurückzogen und einen Neuanfang in der viertklassigen Tercera División machten.
Bueno wechselte daraufhin zu Deportivo Toluca, bei denen er es in der Punktspielrunde der Clausura 2015 auf insgesamt 13 Einsätze brachte. Die darauffolgende Saison 2015/16 verbrachte er beim Club León, mit dem er das Pokalfinale der Apertura 2015 gegen den Club Deportivo Guadalajara (0:1) erreichte, aber das Endspiel nur von der Bank aus erlebte.
In der Apertura 2016 spielte Bueno eine Halbsaison für den Pokalsieger der Apertura 2015, CD Guadalajara, und erreichte auch mit diesem Verein das Pokalfinale. Wieder erlebte Bueno das Endspiel nur von der Bank aus und musste sich ebenso erneut mit dem zweiten Platz zufriedengeben, weil das torlose Finalspiel im anschließenden Elfmeterschießen gegen den Querétaro Fútbol Club verloren wurde.
Im Jahr 2017 war Bueno für den CF Monterrey tätig, bevor er sein Glück bei mehreren Vereinen im Ausland probierte und bei Vereinen in Finnland, Bolivien, Usbekistan und Guatemala unter Vertrag stand. Seit 2022 ist er auf keiner Spielerliste mehr zu finden.
Auf internationaler Ebene nahm Bueno mit der mexikanischen Olympiaauswahl am Fußballturnier der Olympischen Sommerspiele von 2016 in Rio de Janeiro teil.

## Erfolge
- Mexikanischer Zweitligameister: Clausura 2014